# 대니얼 리처
다니엘 리처(Daniel Richter, 1939년 6월 ~ )는 미국의 배우, 작가, 자서전 작가, 무언극이다.
대리엔에서 태어났다.

## 영화
- 이매진 (1972년)
- 더 리볼루셔너리 (1970년)
- 2001 스페이스 오디세이 (1968년) - 문-왓처 역